# おとなの事情
『おとなの事情』（おとなのじじょう、Perfetti sconosciuti）は2016年のイタリアのコメディ映画。
監督はパオロ・ジェノヴェーゼ、出演はカシア・スムトゥニアクとアルバ・ロルヴァケルなど。
7人の男女が集まった食事会で、スマートフォンの通話やメールの履歴をさらけ出すゲームをきっかけに、夫婦や友人間にさまざまな疑惑が巻き起こっていく様を描いたワンシチュエーションコメディ。
2016年の第61回ダヴィッド・ディ・ドナテッロ賞では8部門計9つのノミネートを受け、作品賞と脚本賞を受賞した他、アメリカ・トライベッカ映画祭脚本賞、ノルウェー国際映画祭観客賞などを受賞している。

## ストーリー
ある月食の夜、年頃の娘を持つ夫婦ロッコとエヴァの家に、ロッコの幼なじみで親友のレレとコジモとペッペ、そしてレレの妻カルロッタとコジモの妻ビアンカが集まり、夕食会が開かれる。
たわいのない会話で盛り上がる中、エヴァの提案で7人の男女は互いに秘密のないことの証としてスマートフォンにかかってきた電話や届いたメールやメッセージを公開し合うゲームを始めることになるが、次第に7人の隠された姿が露呈していく。

## キャスト
※括弧内は日本語吹替。
バツイチの独身男
- ペッペ: ジュゼッペ・バッティストン（高橋ちんねん） - 求職中の教師。恋人が熱を出したので1人で夕食会に参加。

思春期の娘との関係に悩む夫婦
- ロッコ: マルコ・ジャリーニ（イタリア語版）（菊池康弘） - 美容整形外科医。
- エヴァ: カシア・スムトゥニアク（北村幸子） - カウンセラー。

10歳と5歳の子どもがいるが倦怠期の夫婦
- レレ: ヴァレリオ・マスタンドレア（西垣俊作）
- カルロッタ: アンナ・フォリエッタ（イタリア語版）（浅井晴美）

新婚夫婦
- コジモ: エドアルド・レオ（庄司然） - 自営業。
- ビアンカ: アルバ・ロルヴァケル（堀籠沙耶） - 獣医。

その他
- ソフィア: ベネデッタ・ポルカローリ（イタリア語版）（水瀬七海） - ロッコとエヴァの娘。17歳。母エヴァとの仲は険悪。

## 作品の評価
Rotten Tomatoesによれば、13件の評論のうち77%にあたる10件が高く評価しており、平均点は10点満点中6.7点となっている。

### 映画賞
| 賞                             | 部門       | 対象 | 結果       |
| ------------------------------ | ---------- | --- | ---------- |
| ダヴィッド・ディ・ドナテッロ賞 | 作品賞     | | 受賞       |
| ダヴィッド・ディ・ドナテッロ賞 | 監督賞     | パオロ・ジェノヴェーゼ                                                                                         | ノミネート |
| ダヴィッド・ディ・ドナテッロ賞 | 脚本賞     | パオロ・ジェノヴェーゼ フィリッポ・ボローニャ パオロ・コステッラ パオラ・マンミーニ ローランド・ラヴェッロ     | 受賞       |
| ダヴィッド・ディ・ドナテッロ賞 | 主演女優賞 | アンナ・フォリエッタ                                                                                           | ノミネート |
| ダヴィッド・ディ・ドナテッロ賞 | 主演男優賞 | ヴァレリオ・マスタンドレア                                                                                     | ノミネート |
| ダヴィッド・ディ・ドナテッロ賞 | 主演男優賞 | マルコ・ジャリーニ                                                                                             | ノミネート |
| ダヴィッド・ディ・ドナテッロ賞 | 主題歌賞   | 『Perfetti sconosciuti』 作曲: ブンガロ、チェザーレ・キォード 作詞・唄: フィオレッラ・マンノイア               | ノミネート |
| ダヴィッド・ディ・ドナテッロ賞 | 編集賞     | コンスエロ・カトゥッチ                                                                                         | ノミネート |
| ダヴィッド・ディ・ドナテッロ賞 | 音響賞     | ウンベルト・モンテサンティ                                                                                     | ノミネート |
| ナストロ・ダルジェント賞       | コメディ賞 | | 受賞       |
| ナストロ・ダルジェント賞       | 製作者賞   | マルコ・ベラルディ                                                                                             | ノミネート |
| ナストロ・ダルジェント賞       | 脚本賞     | フィリッポ・ボローニャ パオロ・コステッラ パオロ・ジェノヴェーゼ パオラ・マンミーニ ローランド・ラヴェッロ     | ノミネート |
| ナストロ・ダルジェント賞       | 編集賞     | コンスエロ・カトゥッチ                                                                                         | ノミネート |
| ナストロ・ダルジェント賞       | 主題歌賞   | 『Perfetti sconosciuti』 フィオレッラ・マンノイア、ブンガロ、チェザーレ・キォード 唄: フィオレッラ・マンノイア | 受賞       |
| ナストロ・ダルジェント賞       | 特別賞     | 主演の7名およびキャスティングディレクターのバルバラ・ジョルダーニ                                              | 受賞       |

## リメイク
様々な国や言語でリメイクされており、2019年7月には最も多くリメイクされた作品としてギネス世界記録に認定されている。
- Τέλειοι Ξένοι（2016年、ギリシャ）[6]
- Perfectos desconocidos（2017年、スペイン）[7][8]
- Cebimdeki Yabancı（2018年、トルコ）[9]
- Loudspeaker（2018年、インド ※カンナダ語）[10]
- ザ・ゲーム 〜赤裸々な宴〜 Le jeu（2018年、フランス・ベルギー）[11]
- 完璧な他人 완벽한 타인（2018年、韓国）[12]
- BÚÉK（2018年、ハンガリー）[13]
- Perfectos desconocidos（2018年、メキシコ）[14]
- 完璧な他人 〜スマホが暴く秘密たち〜 来电狂响（2018年、中国）[15] ※2019東京・中国映画週間で上映
- Громкая связь（2019年、ロシア）[16]
- Անհայտ բաժանորդ（2019年、アルメニア）
- (Nie)znajomi（2019年、ポーランド） ※カシア・スムトゥニアクが同じ役で出演[17]
- Das perfekte Geheimnis（2019年、ドイツ）[18]
- Tiệc trăng máu (2020年、ベトナム）
- おとなの事情 スマホをのぞいたら（2021年、日本）[19]
- Známí neznámí（2021年、チェコ・スロバキア）